# جوي ولز
جوي ولز (بالإنجليزية: Joey Wells)‏ هو منافس ألعاب قوى باهاماسي، ولد في 22 ديسمبر 1965.

## وصلات خارجية
- جوي ولز على موقع الاتحاد الدولي لألعاب القوى (الإنجليزية)
- جوي ولز على موقع أوليمبيديا (الإنجليزية)